# Баха Заин
Баха Заин (малайск. Baha Zain) — псевдоним, настоящее имя — Бахаруддин Зайнал (малайск. Baharuddin Zainal); (22 мая 1939, Хутан-Мелинтанг, Перак) — поэт, литературовед, издатель памятников малайской классики. Национальный писатель Малайзии (2013).

## Краткая биография
Окончил начальную школу в Сабак-Бернаме (Селангор) в 1949 г. и среднюю англо-китайскую школу в Телук-Ансоне. Получил высшее образование в Университете Малайя (1960—1963 гг.) и Университете Индонезия (1970—1972 гг. — магистратура) в Джакарте. В последующем работал в Совете по языку и литературе (СЯЛ), в том числе заместителем заведующего отдела развития литературы, в разные годы был главным редактором журналов «Деван Састра» (литературный), «Деван Будая» (культуроведческий), «Деван Бахаса» (языковый). В 1967—1969 гг. был первым секретарём, в 1992—2008 заместителем президента, в 2008—2010 президентом писательской организации ПЕНА, в 1982—1984 гг. — вторым председателем писательской организации ГАПЕНА. Он являлся также три срока членом руководящего совета СЯЛ (1989—1992, 2002—2005, 2005—2008), членом руководящего совета Национального института переводов Малайзии (1993—2009) и др.

## Творчество
Публиковал ранние стихи в коллективных сборниках «поэзии социального протеста»: «Залив Гонг» (1967), «Голоса семи» (1969). Зрелые произведения включены в сборник «Женщина и тени» (1974), «Из полуночных заметок» (1978), а также антологии «Три путевых дневника» (1980), «Проселочной дорогой в город» (1994), «Сад пантуна» (2002), «Эссе и стихи» (2002), содержащие наряду с социально-критическими и пейзажными стихами, философскую лирику, в которой экзистенциалистские идеи своеобразно трансформированы под влиянием традиционных малайских и яванских учений. Стихотворение «Маски» положено в основу театрального представления, поставленного Фаузией Нави в апреле 2008 года в театре «Стор» и в сентябре 2014 года в зале Института переводов и книги Малайзии в Куала-Лумпуре, а также в ноябре 2014 года в Алор-Сетаре (штат Перак).
Кроме стихов, Баха Заин пишет эссе и рассказы. Он является одним из самых видных литераторов после представителей Поколения пятидесятников.
Стихи переведены на английский, испанский, китайский, корейский, русский, французский и японский языки.

## Критика. Оценка творчества
«Поэзия Баха Заина покоряет сразу после первого знакомства. И часто навсегда. Удивительная тайна, пронизывающая её, захватывает и уводит все глубже в глубины смысла и ритма. Завораживает также метафора, странная, оригинальная и в сущности своей очень малайская». — — Виктор Погадаев

## Переводы на русский язык
- Баха Заин. Овал любимого лица. Пер. В. Брагинского. — Литературная газета, 22. 9.1976.
- Баха Заин. Мои глаза. Женщина. Пер. В. Брагинского. — Памир, 1978, № 6, с. 63-64.
- Баха Заин. Мои глаза. Детские рисунки. Маски. Стихи. Пер. В. Брагинского. — Звезда Востока, 1979, № 6, с. 213—214.
- Баха Заин. Маски. Детские рисунки. Перевод В. Брагинского и И. Бочкарёвой. — Ручей. Традиционная и современная малайская поэзия. Составление и предисл. Б. Парникеля. М.: Красная гора, 1996.
- Баха Заин. Маски. Избранные стихи. (Двуязычный сборник). Состав и предисл. В. А. Погадаева. Пер. В. А. Погадаева и А. В. Погадаевой. Редактор Н. М. Смурова. Москва: Гуманитарий, 2003, 96 с.(Содержание: 37 стихотворений).
- Баха Заин. Лилия. Пер. В. Погадаева. — Московский университет, № 20 (4211) июнь 2007.
- Баха Заин. Когда ты сладко спишь. Картины прошлого. Холодный ветер. Молитва в конце пути. История. После долгой разлуки. Пер. В. А. Погадаева и А. Погадаевой. — Азия и Африка сегодня , 2008, N 11, с. 75-76.
- Баха Заин. Предзнаменование. Лилия. У окна на берегу реки Чао Прйя. — Покорять вышину. Стихи поэтов Малайзии и Индонезии в переводах Виктора Погадаева. М.: Ключ-С, 2009.

Баха Заин на церемонии получения звания Национального писателя в 2013 г.)

## Награды
- Литературная премия Юго-Восточной Азии (1981).
- Премия Гапены в разряде поэзии (1988).
- Премия «Поборнику национального языка» (2004.
- Премия «Деятелю культуры» Гапены (2008).
- Премия "Выдающийся деятель организации «Пена» (2011).
- Национальный писатель Малайзии (2013).